# Xenochrophis maculatus
Xenochrophis maculatus е вид змия от семейство Смокообразни (Colubridae). Видът не е застрашен от изчезване.

## Разпространение
Разпространен е в Бруней, Индонезия (Калимантан и Суматра) и Малайзия (Сабах и Саравак).